# Hospital São Luiz Gonzaga
O Hospital São Luiz Gonzaga foi fundado em 4 de setembro de 1904 com o nome de Leprosário Guapira, mantido pela Irmandade da Santa Casa de Misericórdia de São Paulo, em uma fazenda de 160 alqueires, na região do Sítio Guapira atual bairro do Jaçanã, São Paulo. 
O hospital tinha a finalidade de cuidar de doentes que sofriam de hanseníase, a partir de 1932 o nome foi mudado e passou a cuidar de doentes da tuberculose, nesse local também foram feitas as primeiras cirurgias cardíacas e realizado o Primeiro Congresso Brasileiro de Tuberculose. 
Em 1970, foi desativado devido a grandes problemas financeiros e só veio a ser reaberto em 1988, já como hospital geral.